# Französische Rugby-Union-Meisterschaft 2003/04
Die Saison 2003/04 war die 105. Austragung der französischen Rugby-Union-Meisterschaft (französisch Championnat de France de rugby à XV). Sie umfasste je 16 Mannschaften in der obersten Liga Top 16 und der zweithöchsten Liga Pro D2.

## Top 16
Die reguläre Saison der Top 16 umfasste je eine Vor- und Rückrunde, wobei die Mannschaften in zwei Wertungsgruppen eingeteilt waren. Jeweils die vier Bestplatzierten qualifizierten sich für die Playoffs, bestehend aus zwei Vierergruppen. Die zwei Besten beider Playoff-Gruppen gelangten ins Halbfinale. Im Endspiel, das am 26. Juni 2004 im Stade de France in Saint-Denis stattfand, spielten die Halbfinalsieger um den Bouclier de Brennus. Dabei siegte Titelverteidiger Stade Français gegen die USA Perpignan und errang zum zwölften Mal den Meistertitel.
Gleichzeitig zu den Playoffs fand eine Abstiegsrunde mit den jeweils vier schlechtesten Mannschaften der regulären Saison statt. Nach einer Vor- und Rückrunde stiegen die beiden Letzten ab: Während die US Montauban in die Pro D2 abstieg, wurde die US Colomiers in die Amateurliga Fédérale 1 relegiert, da der Verein wegen finanzieller Probleme keine Profilizenz mehr erhielt.
Die Punkte wurden wie folgt verteilt:
- 3 Punkte bei einem Sieg
- 2 Punkte bei einem Unentschieden
- 1 Punkte bei einer Niederlage
- 0 Punkte bei einem Forfait

### Platzierungsrunde
|    | Team                  | Spiele | Siege | Unent. | Ndlg. | Spiel- punkte | Diff. | Tabellen- punkte |
| -- | --------------------- | ------ | ----- | ------ | ----- | ------------- | ----- | ---------------- |
| 1. | CS Bourgoin-Jallieu   | 14     | 9     | 0      | 5     | 352:280       | + 72  | 32               |
| 2. | CA Brive              | 14     | 8     | 1      | 5     | 357:301       | + 56  | 31               |
| 3. | Castres Olympique     | 14     | 8     | 1      | 5     | 290:281       | + 9   | 31               |
| 4. | Stade Français        | 14     | 7     | 0      | 7     | 299:263       | + 36  | 28               |
| 5. | SU Agen               | 14     | 7     | 0      | 7     | 292:269       | + 23  | 28               |
| 6. | Section Paloise       | 14     | 6     | 1      | 7     | 281:336       | − 55  | 27               |
| 7. | ASM Clermont Auvergne | 14     | 5     | 1      | 8     | 226:278       | − 52  | 25               |
| 8. | US Colomiers          | 14     | 4     | 0      | 10    | 238:327       | − 89  | 22               |

|    | Team               | Spiele | Siege | Unent. | Ndlg. | Spiel- punkte | Diff. | Tabellen- punkte |
| -- | ------------------ | ------ | ----- | ------ | ----- | ------------- | ----- | ---------------- |
| 1. | Stade Toulousain   | 14     | 10    | 0      | 4     | 352:280       | + 72  | 32               |
| 2. | USA Perpignan      | 14     | 9     | 0      | 5     | 357:284       | + 73  | 32               |
| 3. | Biarritz Olympique | 14     | 8     | 0      | 6     | 335:273       | + 62  | 30               |
| 4. | AS Béziers         | 14     | 8     | 0      | 6     | 274:275       | − 1   | 30               |
| 5. | Montpellier RC     | 14     | 6     | 0      | 8     | 285:288       | − 3   | 26               |
| 6. | RC Narbonne        | 14     | 6     | 0      | 8     | 296:303       | − 7   | 26               |
| 7. | FC Grenoble        | 14     | 5     | 0      | 9     | 306:362       | − 56  | 24               |
| 8. | US Montauban       | 14     | 4     | 0      | 10    | 214:336       | − 122 | 22               |

### Playoffs
|    | Team                | Spiele | Siege | Unent. | Ndlg. | Spiel- punkte | Diff. | Tabellen- punkte |
| -- | ------------------- | ------ | ----- | ------ | ----- | ------------- | ----- | ---------------- |
| 1. | USA Perpignan       | 6      | 5     | 0      | 1     | 169:75        | + 94  | 16               |
| 2. | CS Bourgoin-Jallieu | 6      | 3     | 0      | 3     | 147:137       | + 10  | 12               |
| 3. | Castres Olympique   | 6      | 3     | 0      | 3     | 130:126       | + 4   | 12               |
| 4. | AS Béziers          | 6      | 1     | 0      | 5     | 76:184        | − 108 | 8                |

|    | Team               | Spiele | Siege | Unent. | Ndlg. | Spiel- punkte | Diff. | Tabellen- punkte |
| -- | ------------------ | ------ | ----- | ------ | ----- | ------------- | ----- | ---------------- |
| 1. | Stade Français     | 6      | 4     | 0      | 2     | 151:100       | + 51  | 14               |
| 2. | Stade Toulousain   | 6      | 4     | 0      | 2     | 136:133       | + 3   | 14               |
| 3. | Biarritz Olympique | 6      | 3     | 0      | 3     | 149:107       | + 42  | 12               |
| 4. | CA Brive           | 6      | 1     | 0      | 5     | 82:178        | − 96  | 8                |

### Abstiegsrunde
|    | Team                  | Spiele | Siege | Unent. | Ndlg. | Spiel- punkte | Diff. | Tabellen- punkte |
| -- | --------------------- | ------ | ----- | ------ | ----- | ------------- | ----- | ---------------- |
| 1. | ASM Clermont Auvergne | 22     | 11    | 1      | 10    | 476:400       | + 76  | 45               |
| 2. | Montpellier RC        | 22     | 11    | 0      | 11    | 447:459       | − 12  | 44               |
| 3. | SU Agen               | 22     | 10    | 1      | 11    | 491:436       | + 55  | 43               |
| 4. | Section Paloise       | 22     | 10    | 1      | 11    | 546:551       | − 5   | 43               |
| 5. | RC Narbonne           | 22     | 10    | 0      | 12    | 514:617       | − 103 | 42               |
| 6. | FC Grenoble           | 22     | 8     | 1      | 13    | 458:608       | − 150 | 39               |
| 7. | US Colomiers          | 22     | 7     | 1      | 14    | 434:513       | − 79  | 37               |
| 8. | US Montauban          | 22     | 6     | 1      | 15    | 374:515       | − 141 | 35               |

### Halbfinale
| 19. Juni 2004 | CS Bourgoin-Jallieu                                                     | 21 : 31 | Stade Français                                                                                             | Stade de Gerland, Lyon |
| 19. Juni 2004 | Versuche: Forest, Papé Erhöhungen: Péclier (1) Straftritte: Péclier (3) |         | Versuche: Hernández Erhöhungen: Domínguez (1) Straftritte: Domínguez (2), Skrela (5) Dropgoals: Skrela (1) | Stade de Gerland, Lyon |

| 20. Juni 2004 | USA Perpignan                 | 18 : 16 | Stade Toulousain                                                     | Stade de la Mosson, Montpellier |
| 20. Juni 2004 | Straftritte: Giannantonio (6) |         | Versuche: Heymans Erhöhungen: Michalak (1) Straftritte: Michalak (3) | Stade de la Mosson, Montpellier |

### Finale
| 26. Juni 2004 | USA Perpignan                                                                        | 20 : 38        | Stade Français | Stade de France, Saint-Denis Zuschauer: 79.722 Schiedsrichter: Joël Jutge |
| 26. Juni 2004 | Versuche: Edmonds, Bomati Erhöhungen: Giannantonio (2) Straftritte: Giannantonio (2) | (6:15) Bericht | Versuche: Bergamasco, Corleto Erhöhungen: Domínguez (1), Skrela (1) Straftritte: Domínguez (5) Dropgoals: Domínguez (1), Dominici (1) | Stade de France, Saint-Denis Zuschauer: 79.722 Schiedsrichter: Joël Jutge |

| 15                 | Diego Giannantonio     |              |
| 14                 | Pascal Bomati          |              |
| 13                 | David Marty            | 64.          |
| 12                 | Christophe Manas       |              |
| 11                 | Dan Luger              | 34.          |
| 10                 | Manuel Edmonds         |              |
| 09                 | Ludovic Loustau        |              |
| 08                 | Rimas Álvarez Kairelis | 51. bis 61.′ |
| 07                 | Bernard Goutta         |              |
| 06                 | Grégory Le Corvec      | 52.          |
| 05                 | Christophe Porcu       | 52.          |
| 04                 | Colin Gaston           |              |
| 03                 | Perry Freshwater       |              |
| 02                 | Michel Konieck         | 58.          |
| 01                 | Nicolas Mas            |              |
| Auswechselspieler: |                        |              |
| 16                 | Nicolas Grelon         | 58.          |
| 17                 | Alessandro Moreno      |              |
| 18                 | Mick O’Driscoll        | 52.          |
| 19                 | Scott Robertson        | 52.          |
| 20                 | Jérôme Fillol          |              |
| 21                 | David Janin            | 34.          |
| 22                 | Nicolas Laharrague     | 64.          |

| 15                 | Ignacio Corleto       | 66. bis 76.′ 78. |
| 14                 | Juan Martín Hernández |                  |
| 13                 | Stéphane Glas         |                  |
| 12                 | Brian Liebenberg      |                  |
| 11                 | Christophe Dominici   |                  |
| 10                 | Diego Domínguez       | 55.              |
| 09                 | Agustín Pichot        | 78.              |
| 08                 | Patrick Tabacco       |                  |
| 07                 | Mauro Bergamasco      |                  |
| 06                 | Pierre Rabadan        | 52.              |
| 05                 | Mike James            |                  |
| 04                 | David Auradou         |                  |
| 03                 | Pieter de Villiers    |                  |
| 02                 | Mathieu Blin          | 55.              |
| 01                 | Sylvain Marconnet     | 62.              |
| Auswechselspieler: |                       |                  |
| 16                 | Benoît August         | 55.              |
| 17                 | Pablo Lemoine         | 62.              |
| 18                 | Arnaud Marchois       |                  |
| 19                 | Christophe Moni       | 52.              |
| 20                 | Grégory Mahé          | 78.              |
| 21                 | David Skrela          | 55.              |
| 22                 | Thomas Lombard        | 78.              |

## Pro D2
Die reguläre Saison der Pro D2 umfasste 30 Spieltage (je eine Vor- und Rückrunde). Als bestplatzierte Mannschaft stieg der RC Toulon direkt in die Top 14 auf. Die Mannschaften auf den Plätzen 2 bis 5 bestritten ein Playoff und den zweiten Aufstiegsplatz, bestehend aus Halbfinale und Finale. Der Die vier bestklassierten Mannschaften trugen ein Playoff um den Aufstieg in die Top 16 aus, bestehend aus Halbfinale und Finale. Der Finalsieger FC Auch errang den Meistertitel der Pro D2 und stieg zusammen mit dem Finalverlierer Aviron Bayonnais auf.
Ursprünglich hätten die zwei letztplatzierten Mannschaften in die Amateurliga Fédérale 1 absteigen sollen. Aufgrund finanzieller Probleme erhielt die US Colomiers aus der Top 16 keine Profilizenz. Dadurch gab es in der Pro D2 nur noch einen Absteiger. Es stieg jedoch nicht die letztplatzierte CA Périgueux ab, sondern die CA Bordeaux-Bègles Gironde, die ebenfalls keine Profilizenz mehr erhielt.

### Tabelle
|     | Team                         | Spiele | Siege | Unent. | Ndlg. | Spiel- punkte | Diff. | Tabellen- punkte |
| --- | ---------------------------- | ------ | ----- | ------ | ----- | ------------- | ----- | ---------------- |
| 1.  | Aviron Bayonnais             | 30     | 21    | 2      | 7     | 860:462       | + 398 | 74               |
| 2.  | FC Auch                      | 30     | 22    | 0      | 8     | 667:466       | + 201 | 74               |
| 3.  | Lyon Olympique Universitaire | 30     | 20    | 1      | 9     | 776:482       | + 294 | 71               |
| 4.  | US Dax                       | 30     | 19    | 0      | 11    | 741:557       | + 184 | 68               |
| 5.  | Atlantique Stade Rochelais   | 30     | 16    | 0      | 14    | 600:601       | − 1   | 62               |
| 6.  | US Oyonnax                   | 30     | 14    | 3      | 13    | 611:644       | − 33  | 61               |
| 7.  | US Tyrosse                   | 30     | 15    | 0      | 15    | 585:685       | − 100 | 60               |
| 8.  | RC Toulon                    | 30     | 14    | 0      | 16    | 655:656       | − 1   | 58               |
| 9.  | Tarbes Pyrénées Rugby        | 30     | 13    | 1      | 16    | 624:582       | + 42  | 57               |
| 10. | Stade Aurillacois            | 30     | 13    | 1      | 16    | 591:600       | − 9   | 57               |
| 11. | SC Albi                      | 30     | 12    | 3      | 15    | 602:617       | − 15  | 57               |
| 12. | Stade Montois                | 30     | 12    | 0      | 18    | 532:586       | − 54  | 54               |
| 13. | Racing Métro 92              | 30     | 11    | 1      | 18    | 615:807       | − 192 | 53               |
| 14. | USA Limoges                  | 30     | 11    | 1      | 18    | 474:699       | − 225 | 53               |
| 15. | CA Bordeaux-Bègles Gironde   | 30     | 10    | 1      | 19    | 526:678       | − 152 | 51               |
| 16. | CA Périgueux                 | 30     | 9     | 2      | 19    | 551:708       | − 157 | 50               |

Die Punkte wurden wie folgt verteilt:
- 3 Punkte bei einem Sieg
- 2 Punkte bei einem Unentschieden
- 1 Punkte bei einer Niederlage
- 0 Punkte bei einem Forfait

### Halbfinale
| Datum         | Begegnung                              | Ergebnis |
| ------------- | -------------------------------------- | -------- |
| 12. Juni 2004 | Aviron Bayonnais – US Dax              | 16:14    |
| 12. Juni 2004 | FC Auch – Lyon Olympique Universitaire | 16:11    |

### Finale
| Datum         | Begegnung                  | Ergebnis |
| ------------- | -------------------------- | -------- |
| 19. Juni 2004 | Aviron Bayonnais – FC Auch | 9:26     |